# Източнофранкско кралство
Източното франкско кралство (на латински: Regnum Francorum orientalium) е създадено след разпадането на Франкската империя, в резултат на Вердюнския договор от 843 година. То е предтеча на Свещената Римска империя.
С договора от Вердюн внуците на Карл Велики († 814), синовете на Лудвиг Благочестиви: Лотар I, Карл II Плешиви и Лудвиг II Немски: приключват борбата за трона на Франкската империя. Лотар получава централната, Карл западната, а Лудвиг източната част на империята, тоест на изток от река Рейн, която е най-изостанала в своето развитие. През 936 г. Отон I става крал на източната държава и разширява териториите ѝ до невиждани дотогава размери. Под негово водачество Източното франкско кралство постига значителна победа над маджарите в битката на Лехското поле. Кралството се превръща в приемник и продължител на римското държавно и политическо наследство. То стои в основите на бъдеща Германия.

## Политическо развитие
Основател на кралството е Лудвиг II Немски (804 – 876), при чието управление това държавно образувание придобива суверенитет и конституционна цялост. Кралят успешно воюва на източната граница на държавата, подчинявайки ободритите и установявайки сюзеренитет над Велика Моравия, макар че опитите му да възстанови единството на империята на Карл Велики не се увенчават с успех. Войната със Западнофранкското кралство за наследяване на Лотар I завършва с подписването на Меерсенския договор през 870 г., в съответствие с който към Източнофранкското кралство преминава източната част на Лотарингия. В края на управлението на Лудвиг, кралят, следвайки старинните традиции на Каролингите и отстъпвайки на подкрепените с оръжие искания на синовете си, разделя монархията на три части, като дава Бавария на най-големия си син, Карломан; Саксония – на средния, Лудвиг III; а Швабия с Лотарингия – на най-младия, Карл III Дебели.
В края на 70-те години на 9 век, отново се изостря борбата със Западнофранкското кралство за Лотарингия. През 876 г. войските на Лудвиг III удържат победа над западнофранкската армия на Карл II Плешиви в битката при Андернах, което осигурява спорната територия за Германия. По силата на споразумението в Рибмон (880 г.) е установена граница между кралствата на западните и източните франки, просъществувала до 14 век. Най-сериозната заплаха за държавата стават набезите на викингите: от средата на 9 век норвежки и датски нормански флотилии редовно разоряват северните германски земи, практически без да срещат съпротива от централната власт. Въпреки отделни успехи на Лудвиг III и Карл III, като цяло поради икономическата слабост на държавата и трудната мобилизация на военните сили, да се организира решителен отпор на викингите се оказва невъзможно.